# Christiana mennegae
Christiana mennegae là một loài thực vật có hoa trong họ Cẩm quỳ. Loài này được (Jans.-Jac. & Westra) Kubitzki mô tả khoa học đầu tiên năm 1995.